# لوموو
لوموو (انگلیسی: Lomovo) یک شهرک در شهرستان بلاگووارسکی باشقیرستان کشور روسیه است.